# Petsamo (prowincja)
Prowincja Petsamo – jednostka administracyjna Finlandii istniejąca w 1921 roku ze stolicą w Petsamo.
Prowincja Petsamo została utworzona 14 lutego 1921 roku z przyznanych Finlandii pokojem w Tartu z 14 października 1920 roku terenów Rosji Radzieckiej. 1 stycznia 1922 roku prowincja została zniesiona a jej terytorium włączone do prowincji Oulu. W wyniku wojny radziecko-fińskiej (kontynuacyjnej) pokojem paryskim w 1947 roku teren dawnej prowincji został przyłączony do ZSRR.